# Вейсман, Юлиус
Юлиус Вейсман (нем. Julius Weismann; 26 декабря 1879, Фрайбург-им-Брайсгау — 22 декабря 1950, Зинген) — немецкий пианист, дирижёр и композитор.

## Биография
Юлиус Вейсман родился 26 декабря 1879 года в городе Фрайбург-им-Брайсгау. Ученик Йозефа Райнбергера и Людвига Тюйе, представитель музыкального неоромантизма, испытавший на себе сильное влияние Иоганнеса Брамса. 
Стиль Вейсмана — рапсодический; отличается сочностью своей музыкальной фактуры. Для своих опер Вейсман пользовался стриндберговскими сюжетами фантастического характера. Им написано много камерной музыки и музыки для хора. 
В 1925 Вейсман поставил во Фрейбурге оперу на сюжет экспрессиониста Бюхнера — «Леоне и Лепа».
Юлиус Вейсман умер 22 декабря 1950 года в городе Зингене.
Его музыкальное наследие включает шесть опер, три симфонии, три фортепианных концерта, четыре скрипичных концерта, одиннадцать струнных квартетов (два из них в начале XXI века были записаны в аранжировке струнного оркестра), фортепианную музыку, камерные произведения (включая скрипичную сонату) и около двухсот песен.